# Heimvolkshochschule
Heimvolkshochschulen (HVHS) sind besondere Einrichtungen der Erwachsenenbildung, die ihre Bildungsveranstaltungen ausschließlich oder überwiegend in Gestalt mehrtägiger oder mehrwöchiger Kurse bei gemeinsamer Unterbringung und Verpflegung (Internatsform) anbieten. Um eine „lernfördernde Distanz zu den Belastungen des beruflichen und privaten Alltags“ zu gewährleisten, sind Heimvolkshochschulen im Unterschied zu gewöhnlichen Volkshochschulen häufig im ländlichen Raum abseits der großen Städte angesiedelt. 
Heimvolkshochschulen sind besonders in den Nordischen Ländern verbreitet, wo sie gewöhnlich „Volkshochschule“ (schwedisch folkhögskola, norwegisch folkehøgskole, dänisch folkehøjskole, finnisch kansankorkeakoulu) genannt werden.

## Geschichte

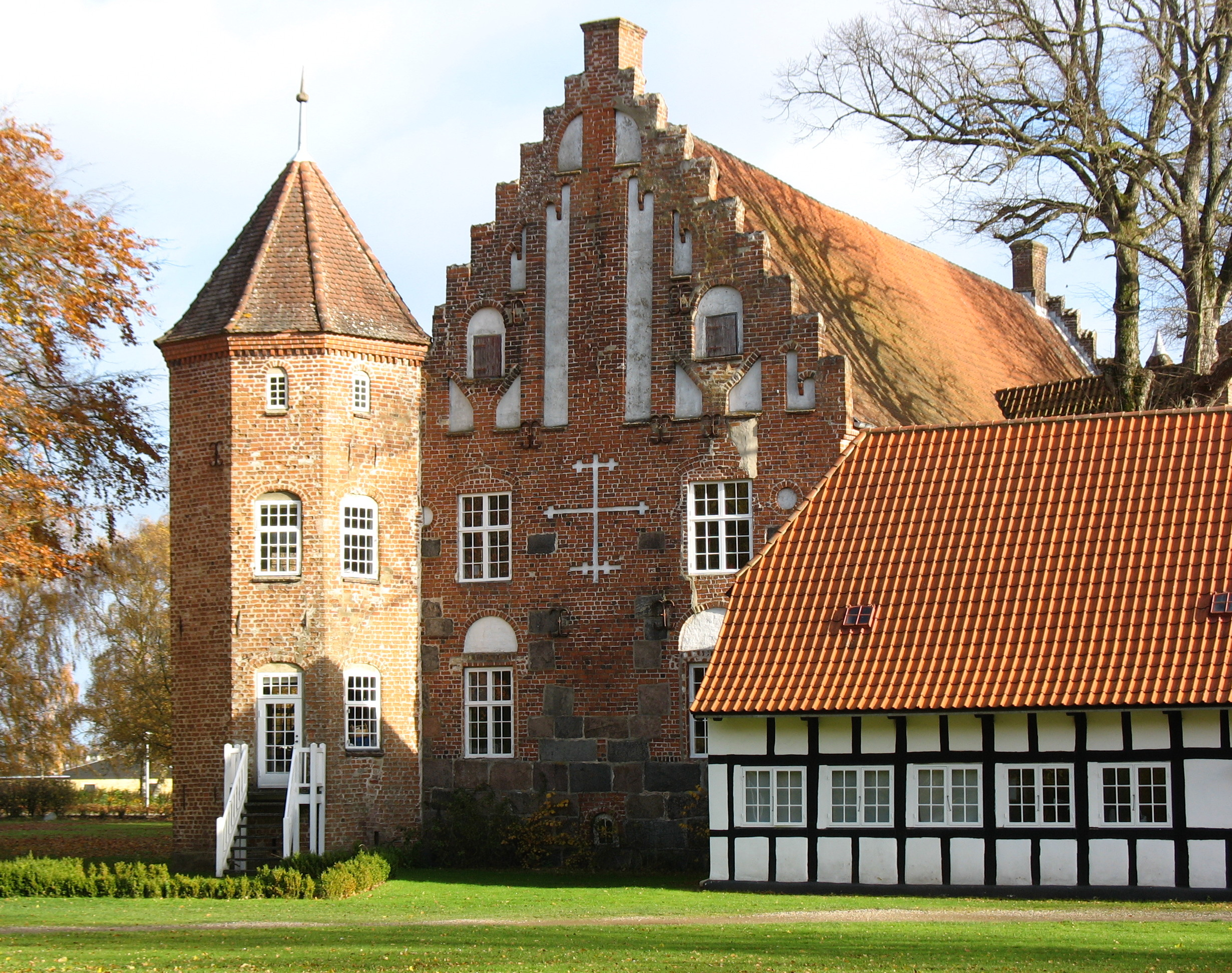
Heimvolkshochschule Krabbesholm in Skive (Dänemark), gegründet 1886

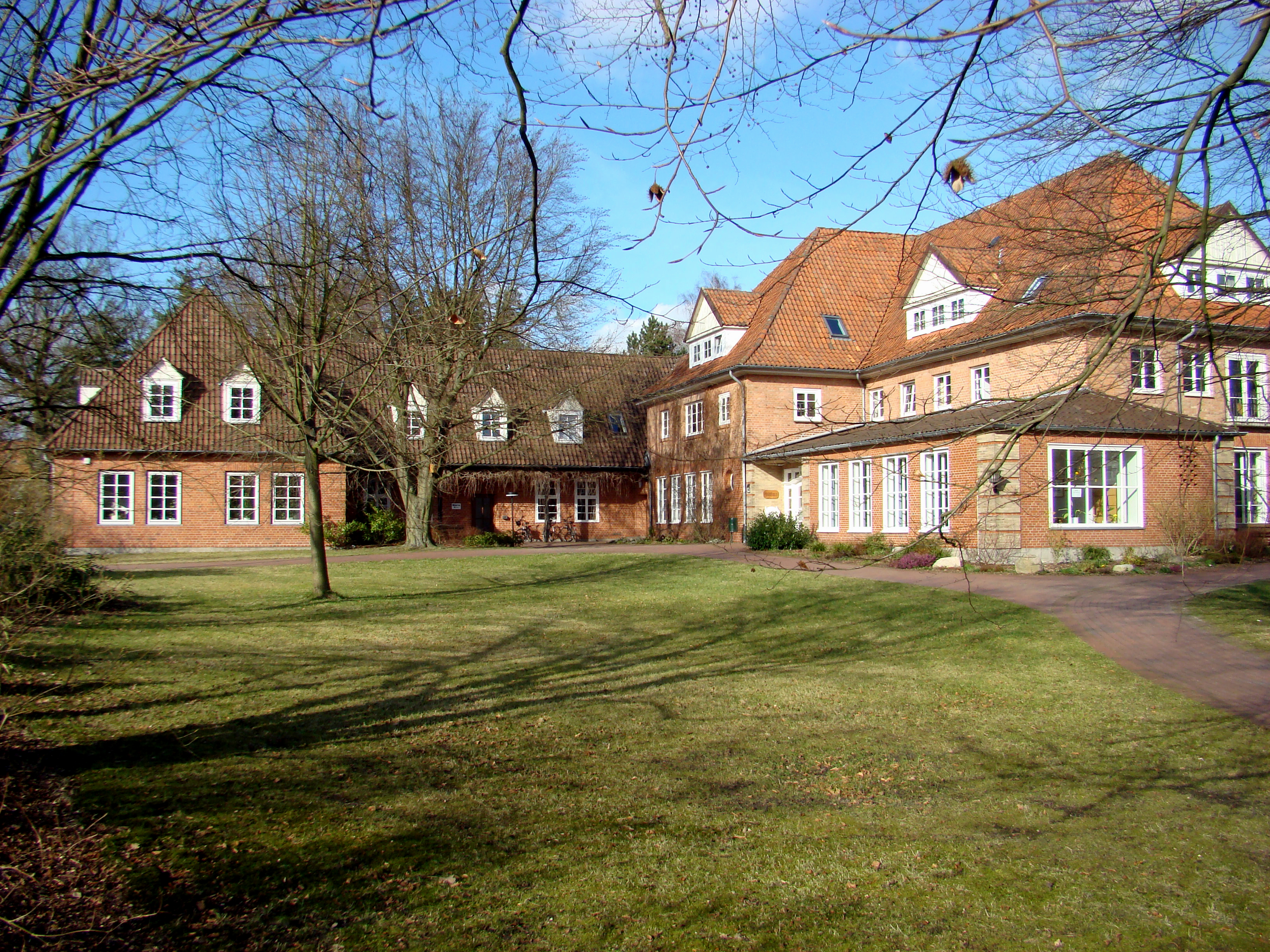
Heimvolkshochschule Hermannsburg

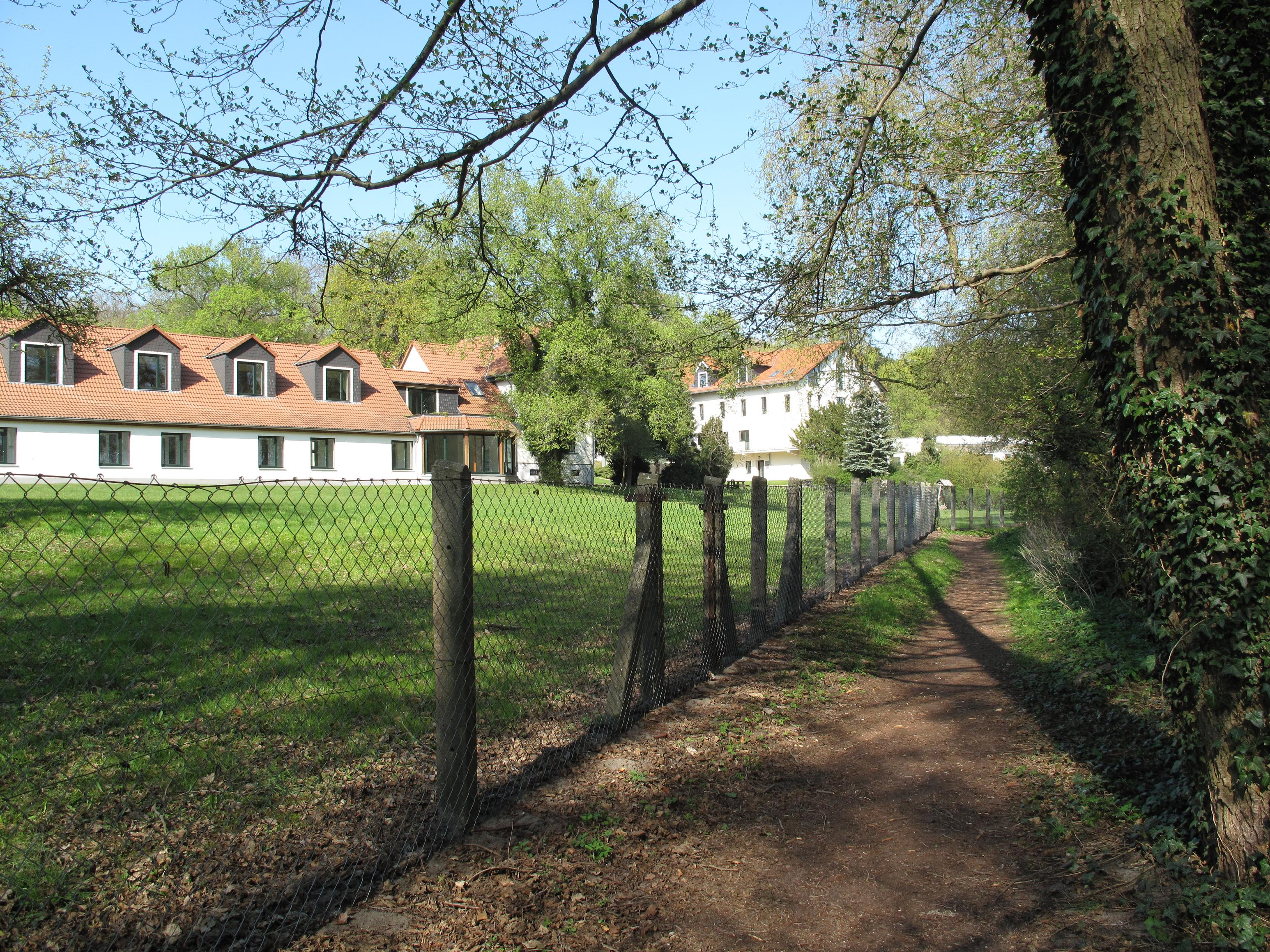
Heimvolkshochschule Seddiner See

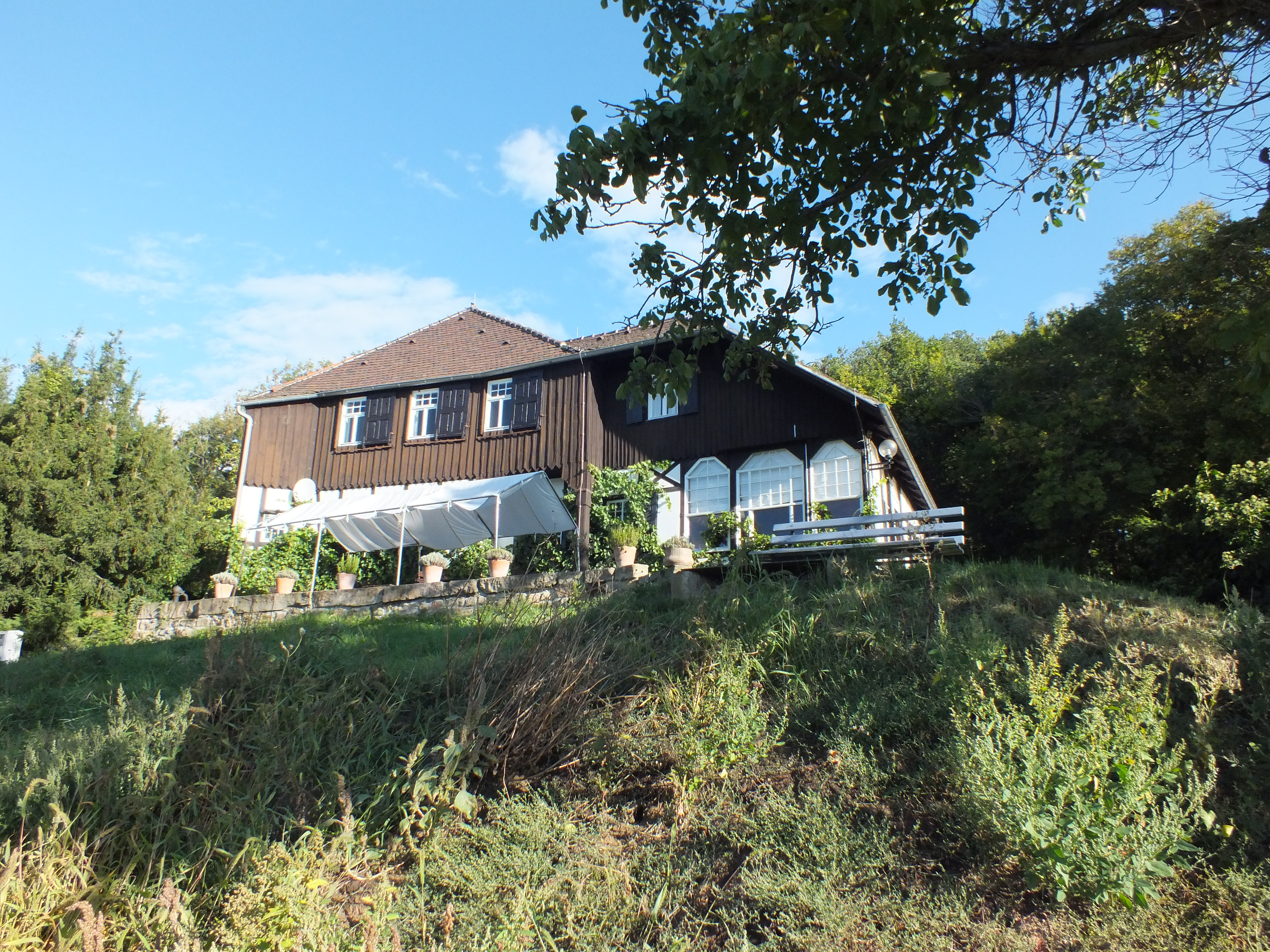
Heimvolkshochschule Akademie Haus Sonneck

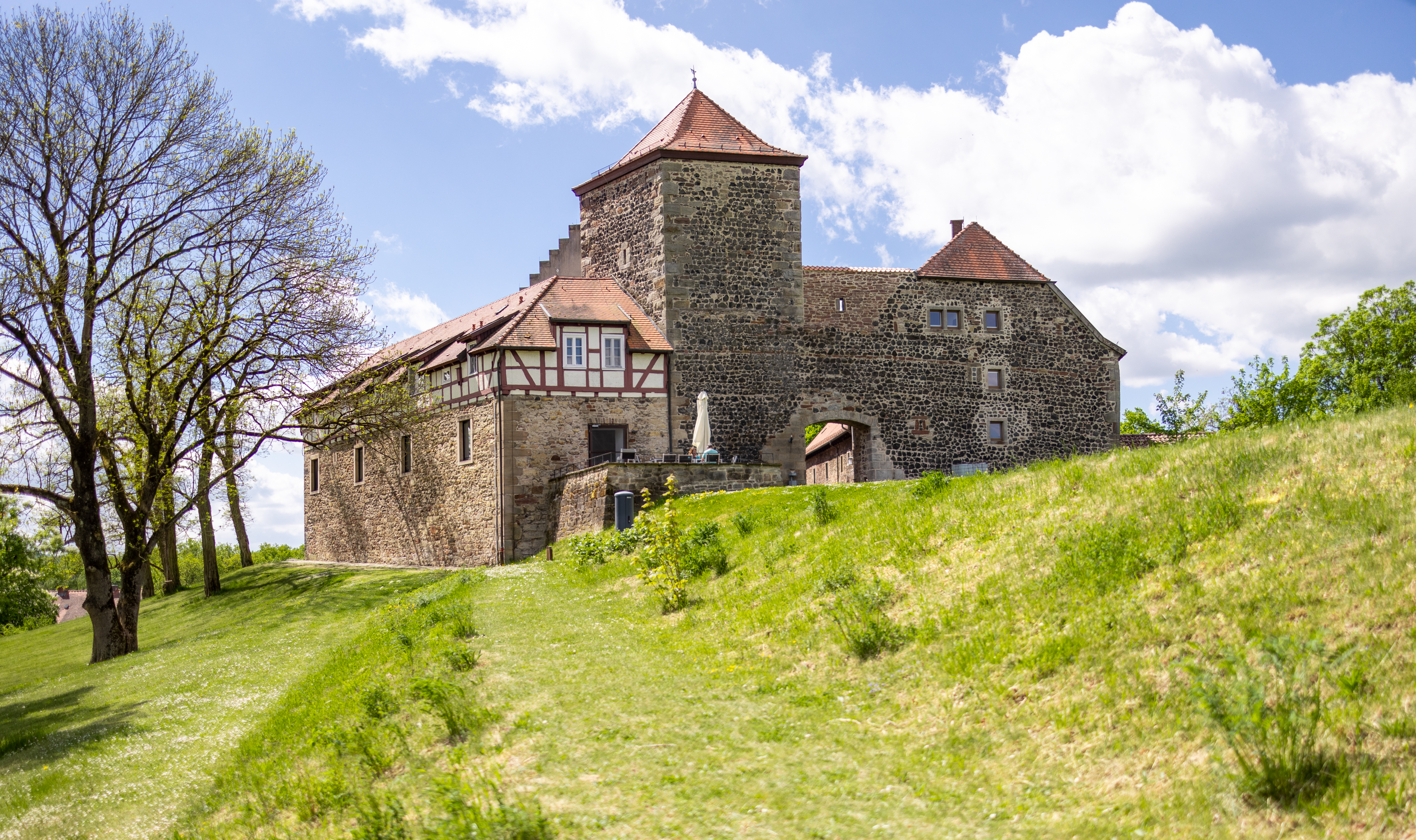
Akademie Burg Fürsteneck

Die Idee der Heimvolkshochschule hat ihre Wurzeln in Skandinavien, insbesondere in Dänemark: Im Jahr 1844 wurde im jütländischen Rödding die erste Heimvolkshochschule nach den Vorstellungen des Pfarrers und Pädagogen Nikolai Frederik Severin Grundtvig (1783–1872) gegründet. Nach dem Deutsch-Dänischen Krieg wurde die Schule 1865 nach Askov verlegt. Diese frühen Heimvolkshochschulen boten meistens über die Winterzeit mehrwöchige Kurse mit Unterkunft und Verpflegung an und richteten sich hauptsächlich an junge Erwachsene vom Land. Durch gemeinsames Leben und Lernen sollten Identität und Selbstverantwortung der Schülerinnen und Schüler gestärkt werden. Solche Heimvolkshochschulen für Jugendliche im Alter von vierzehn bis achtzehn Jahren sind heute in Dänemark als Efterskoler (Nachschulen) bekannt. 
Die ersten deutschen Heimvolkshochschulen entstanden nach dänischem Vorbild in Schleswig-Holstein, nämlich in Tingleff (1905; heute Dänemark), Albersdorf (1906), Mohrkirch-Osterholz (1907) und Norburg (1911). 1919 wurde die Niedersächsische Lutherische Heimvolkshochschule Hermannsburg in Hermannsburg gegründet. Sie ist die älteste evangelische Heimvolkshochschule in Deutschland und existiert bis heute. In den 1920er Jahren folgten weitere Gründungen, z. B. am 7. März 1920 die Heimvolkshochschule Tinz. Besonders beliebt waren sie als Schulungsstätten in der Arbeiter- und Arbeiterjugendbewegung, aber auch in der kirchlichen Bildungsarbeit. 1926 wurde die Christliche Bauernhochschule Markenhof auf dem Markenhof bei Kirchzarten eröffnet, die seit 1932 mit der 1931 gegründeten Badischen Bauernschule auf Burg Ittendorf kooperierte.
Zu einer neuerlichen Gründungswelle kam es nach dem Zweiten Weltkrieg, als neben der politischen Bildung zunehmend das Erreichen und Nachholen von Schulabschlüssen und die Weiterbildung für junge Erwachsene auf dem Land in den Mittelpunkt der Arbeit der Heimvolkshochschulen rückten. Es entstand der Typus einer Landvolkshochschule, auch Landvolkhochschule oder ländliche Heimvolkshochschule genannt, die ihr Bildungsprogramm besonders an Menschen aus dem ländlichen Raum oder aus der Landwirtschaft richtet. Es gibt Landvolkshochschulen in berufsständischer oder kirchlicher Trägerschaft; im Verband der Bildungszentren im ländlichen Raum sind heute 44 Landvolkshochschulen in der gesamten Bundesrepublik Deutschland organisiert. Ein weiterer Schwerpunkt vieler Heimvolkshochschulen war und ist die kulturelle Bildung. Einen neuen Akzent setzt das Angebot der 1981 aus der Schwulenbewegung heraus gegründeten Akademie Waldschlösschen, einer vom Land Niedersachsen anerkannten Heimvolkshochschule: Sie richtet sich mit einem großen Teil ihrer Seminare und Tagungen an Schwule und Lesben. 
In Niedersachsen sind Heimvolkshochschulen besonders verbreitet, sie bilden den Niedersächsischen Landesverband der Heimvolkshochschulen. In Nordrhein-Westfalen haben sie sich mit den Akademien zum „Arbeitskreis der Bildungsstätten und Akademien (Heimvolkshochschulen) in NRW“ zusammengeschlossen.
Heute dauern die meisten Kurse in Heimvolkshochschulen nur noch einige Tage, längere Fortbildungen sind selten geworden. In den vergangenen Jahrzehnten haben sich die Heimvolkshochschulen als „Bildungshäuser“ weiter differenziert und spezialisiert: Einige pflegen intensive Kontakte ins Ausland, andere setzen auf Ökologie, Angebote zur Persönlichkeitsbildung und Teamentwicklung, Fortbildungen besonders für pädagogische, landwirtschaftliche Berufe und Ehrenamt, Seminare für Eltern und Kinder, für Schwule und Lesben, die Arbeit mit Menschen mit Behinderungen oder die Belange der ländlichen Bevölkerung. 
Entsprechend breit gefächert ist die Trägerschaft. Sie reicht von Kirchen, Gewerkschaften, Berufs-, Landschafts- und Wohlfahrtsverbänden bis zu eingetragenen Vereinen und Stiftungen.